# دانشگاه عین الشمس
دانشگاه عین الشمس (در عربی:جامعة عین شمس) که در سال ۱۹۵۰ در شهر قاهره مصر پایه‌گذاری شد.

## پیشینه
دانشگاه عین الشمس با انبوه کادر علمی و آموزشی و اداری، در ردیف سه دانشگاه مهم و مادر مصر، یعنی قاهره و اسکندریه، قرار دارد؛ و وجود برخی از دانشکده‌ها، که دیگر دانشگاه‌ها فاقد آنند، از قبیل دانشکده زبانها و دانشکده دختران و آکادمیهای پژوهشهای عالی در دو زمینه کودکان و مطالعات محیط زیست، به این دانشگاه اعتبار و اهمیت بیشتری داده‌است. سنگ بنای رسمی این دانشگاه در سال ۱۹۵۰ طی قانون شماره ۹۳ تحت عنوان (جامعة ابراهیم باشا الکبیر) ریخته شد. در ابتدا دانشگاه با نه دانشکده، شامل دانشکده پزشکی (در منطقه دمرداش) و دانشکده حقوقی و مهندسی (در عباسیه) و دانشکده علوم و مدیریت (در مسافت دو کیلومتری این منطقه) و دانشکده بازرگانی (در منطقه المنیره) و دانشکده ادبیات (در بشرا) و آکادمی تربیت ویژه دختران (در الزمالک) و دانشکده کشاورزی (در منطقه شبین الکوم) شروع به کار کرد. پراکندگی دانشکده‌ها موجب کاسته شدن راندمان کار و عدم نضج گرفتن بنیه علمی دانشگاه و هزینه‌های جانبی دیگر بود. از این رو کمیته گزینش و مقدماتی تأسیس دانشگاه‌ها به ریاست عثمان محرم پاشا، وزیر کار، در سال ۱۹۵۲میلادی با پیشنهاد دانشگاه عین الشمس، که در آن زمان ابراهیم پاشای بزرگ خوانده می‌شد، مبنی بر اختصاص ۱۶۰ هکتار از زمینهای منطقه عباسیه با هدف تمرکز دانشکده‌های دانشگاه موافقت کرد.

## کاخ زعفران
کاخ زعفران، که در زمان خدیو اسماعیل ساخته شده، در منطقه باسیه قرار گرفته‌است و علت نامگذاری آن به زعفران به سبب وجود زمینهای کشت زعفران در این مکان است. کاخ مذکور که در دو هکتار در باغی به مساحت چهل هکتار واقع شده‌است، در سال ۱۹۲۵ به عنوان مقر مدیریت دانشگاه مصر (قاهره کنونی) اختصاص یافت تا اینکه به مکان کنونیش واقع در الجیزه نقل مکان کرد و دانشگاه عین الشمس (ابراهیم پاشای سابق) در سال تحصیلی ۵۲–۱۹۵۳ به این قصر منتقل گردید. دیری نپایید که روشن شد این قصر جای مناسبی برای تحصیل دانشجویان، که عمدتاً از قشرهای مختلف و پایین جامعه‌اند، نیست؛ لذا مقرر شد این کاخ به دفتر ریاست و مدیریت دانشگاه اختصاص یابد و کلاسهای درس به مکان دیگری منتقل گردد.

## علت نام‌گذاری
در ابتدا نام دانشگاه ابراهیم پاشای بزرگ بود تا اینکه پس از انقلاب ۲۳ ژولای ۱۹۵۲ تصمیم بر آن شد نام دیگری، که متضمن رنگ و بو و فضای ملی و قومی مصر باشد و در عین حال مبین یکی از مظاهر تاریخی انتخاب شود. از این رو در تاریخ ۲۱ شباط ۱۹۵۴ نام قبلی آن به دانشگاه هلیوبولیس، که نام باستانی شهر اون، اولین پایتخت تاریخی فرعونی مصر است، تغییر یافت.
دیری نپایید که رأی افکار عمومی و مسؤولین وقت بر آن شد نام دیگری، که نزد شهروندان آشنا و با ذهنیت آنها مأنوس باشد، برای دانشگاه برگزیده شود تا اینکه نهایتاً در سال ۱۹۵۴ نام دانشگاه هلیوبولیس به دانشگاه عین الشمس تغییر یافت و تاکنون به این نام خوانده می‌شود. تغییر نام دانشگاه به نام جدیدش به منزله نقطه عطفی در فعالیتها و توسعه کمی و کیفیش به حساب می‌آید.

## رؤسای دانشگاه
این دانشگاه از ابتدای تأسیس تاکنون سیزده رئیس به اسامی ذیل داشته‌است:
۱ ـ محمدکامل حسین از ۱۹۵۰ تا ۱۹۵۴
۲ ـ مصطفی نظیف تا ۱۹۵۶
۳ ـ احمد بدوی تا ۱۹۶۰
۴ ـ محمود مرسی احمد تا ۱۹۶۷
۵ ـ محمدحامی مراد یک سال
۶ ـ احمد عزت عبدالکریم
۷ ـ یوسف صلاح الدین قطب تا سال ۱۹۷۱
۸ ـ دکتر اسماعیل اسماعیل غانم تا سال ۱۹۷۴
۹ ـ ناجی المحلاوی تا سال ۱۹۷۷
۱۰ ـ عبدالحافظ سلیمان تا سال ۱۹۸۰
۱۱ ـ محمد کامل محمد سندلیله تا سال ۱۹۸۳
۱۲ ـ محمد هاشمی تا سال ۱۹۸۹
۱۳ ـ عبدالسلام عبدالغفار تاکنون، نامبرده در سال ۱۹۸۴ وزیر آموزش و پرورش مصر بود.

## دانشکده‌ها
به علت توسعه زیادی که در این دانشگاه انجام شده‌است، برخی از دانشکده‌ها در داخل مجتمع دانشگاهی، واقع در کاخ زعفران است و برخی در خارج آن و برخی دیگر در بیرون از دانشگاه قرار گرفته‌است.
عمر دانشکده ادبیات با تأسیس دانشگاه برابر است و مقر آن در شبرا بود که به ساختمان کنونی واقع در کاخ زعفران منتقل گردید. عمر دانشکده حقوق نیز به زمان تأسیس دانشگاه برمی گردد و محل آن در عباسیه بود که بعدها به محل جدید واقع در محوطه کاخ منتقل گردید. دانشکده علوم در سال ۱۹۵۰ تأسیس گردید و هسته‌های اولیه آن به گروه علمی موجود در دانشسرای عالی تربیت معلم برمی گردد که بعدها به مکان جدید انتقال یافت.
دانشکده بازرگانی و دانشکده مهندسی، که هسته اولیه آن به آکادمی عالی مهندسی واقع در منطقه عباسیه برمی گردد، نیز در خارج از کاخ است. دانشکده پزشکی در سال ۱۹۴۷ تأسیس گردید و در ابتدا به دانشگاه قاهره وابسته بود تا اینکه در سال ۱۹۵۰ به دانشگاه عین الشمس منتقل گردید.
دانشکده کشاورزی در خارج از محوطه کاخ زعفران واقع است (۱۹۴۳، سال تأسیس) و هسته اولیه آن به انستیتوی عالی کشاورزی در شبین الکوم برمی گردد که در سال ۱۹۵۰ به دانشگاه عین الشمس منتقل گردید و بعدها در سال ۱۹۶۰ به محل جدیدش واقع در منطقه شبرا (قصر محمدعلی) نقل مکان نمود.
هسته اولیه آن در دانشسرای تربیت معلم، که تاریخ تأسیس آن سال ۱۹۲۹ است، برمی گردد. دانشکده یاد شده بعدها در سال ۱۹۵۰ به دانشگاه پیوست و طی تحولات بعدی سال ۱۹۷۰ در دانشکده تربیت معلم ادغام شد و نام آن به دانشکده علوم تربیتی، که مقر آن منشیة الکبری درمصر الجدیده است، تغییر یافت. دانشکده دختران (در ابتدا دانشسرای علوم تربیتی) واقع در الزمالک بود که بعدها به مصر الجدیده منتقل گردید.
دانشکده زبانها، که مقر آن در محله الزیتون بود، در سال ۱۹۷۳ به دانشگاه عین الشمس پیوست و اخیراً ساختمان جدید این دانشکده در پشت دانشکده بازرگانی در منطقه عباسیه به اتمام رسیده‌است.

## دانشجویان برجسته ایرانی
- مختارعلیزاده[۲]

## اعتراضات دانشجویان دانشگاه عین الشمس
دانشجویان دانشگاه عین الشمس در برابر کاخ الزعفران تجمعی را در اعتراض به ناامنی در دانشگاه بعد از انقلاب مصر برگزار کردند. هجوم عده‌ای از اراذل اوباش به این دانشگاه باعث این تجمعات اعتراضی بودند.
دانشجویان طرفدار جمعیت اخوان المسلمین نیز در اعتراض به عدم آزادی همکلاسی‌های بازداشتی خود، در دانشگاه عین شمس تظاهرات کردند. دانشجویان «کودتای نظامی» را محکوم کرده و بازگشت «مشروعیت» و آزادی بازداشت شدگان را خواستار شدند.

## انفجار مقابل دانشگاه
- بر اثر انفجار یک بمب دست‌ساز مقابل ساختمان دانشگاه عین الشمس تعدادی از مردم عادی و دانشجویان زخمی شدند.